# Слободан Симович
Слободан Симович (серб. Slobodan Simović / Слободан Симовић, нар. 22 травня 1989, Чачак) — сербський футболіст, опорний півзахисник клубу «Кішварда».

## Ігрова кар'єра
У дорослому футболі дебютував 2007 року виступами за команду «Новий Сад», в якій провів два сезони, взявши участь у 29 матчах чемпіонату. Згодом з 2009 по 2011 рік грав у складі іншої місцевої команди «Спартак-Златибор Вода», в складі якої дебютував у єврокубках — провів 4 гри в Лізі Європи.
У лютому 2012 року він підписав контракт із «Динамо» (Мінськ), де швидко закріпився. Тривалий час він грав опорним півзахисником, але з липня 2013 року його стали використовувати як центрального захисника. За три роки Слободан зіграв за столичний клуб 95 матчів у всіх турнірах, відзначився 3 голами (2 з них забиті в чемпіонаті Білорусі, один — Лізі Європи). За підсумками сезону 2013 був включений в символічну збірну чемпіонату Білорусі. Зіграв 5 матчів на груповому етапі Ліги Європи 2014/15. Став срібним і двічі бронзовим призером чемпіонату Білорусі, грав у фіналі Кубка країни, був і капітаном команди. Але після закінчення терміну дії контракту новий клубом запропонований не був, і футболіст покинув «Динамо» в статусі вільного агента.
У січня 2015 Симович підписав угоду на два з половиною роки зі словацьким «Слованом», з яким став бронзовим медалістом у сезоні 2014/15, а в наступному році і срібним.
В червні 2016 року Симович перейшов на рік в ізраїльський клуб «Хапоель» (Кфар-Сава), за який провів 27 ігор, але клуб посів 13 місце і вилетів з вищого дивізіону.
З червня 2017 року виступав за казахстанський клуб «Актобе», де не став гравцем основного складу. За підсумками сезону «Актобе» вирішив не продовжувати контракт з гравцем.
У лютому 2018 року він прибув для перегляду в білоруське БАТЕ і незабаром підписав контракт. Він розпочав сезон у стартовому складі команди з Борисова, але у квітні 2018 року отримав травму, що залишило його поза грою на тривалий термін. Лише у жовтні 2018 року він повернувся до матчіві став з командою чемпіоном країни. У листопаді 2018 року він продовжив контракт з БАТЕ. У сезоні 2019 року він грав нерегулярно, у травні та червні взагалі не грав через травму. У грудні 2019 року після закінчення терміну дії контракту покинув БАТЕ.
У січні 2020 року він став гравцем угорського клубу «Кішварда».. Станом на 13 квітня 2020 року відіграв за клуб з Кішварди 4 матчі в національному чемпіонаті.

## Досягнення
- Чемпіон Білорусі: 2018
- Срібний призер чемпіонату Білорусі (2): 2014 , 2019
- Бронзовий призер чемпіонату Білорусі (2): 2012 , 2013 роки
- Срібний призер чемпіонату Словаччини: 2015/16
- Бронзовий призер чемпіонату Словаччини: 2014/15